# Invincible (album)
 For alternative betydninger, se Invincible. (Se også artikler, som begynder med Invincible)
Invincible er Michael Jacksons tiende og sidste studiealbum. Det blev udgivet i oktober 2001 og solgte på verdensplan 10 millioner eksemplarer. Producenterne på albummet inkluderede Babyface, Dr. Freeze og R. Kelly.

## Indhold
1. "Unbreakable" – 6.25
2. "Heartbreaker" – 5.10
3. "Invincible" – 4.45
4. "Break of Dawn" – 5.32
5. "Heaven Can Wait" – 4.49
6. "You Rock My World" – 5.39
7. "Butterflies" – 4.40
8. "Speechless" – 3.18
9. "2000 Watts" – 4.24
10. "You Are My Life" – 4.33
11. "Privacy" – 5.05
12. "Don't Walk Away" – 4.25
13. "Cry" – 5.01
14. "The Lost Children" – 4.00
15. "Whatever Happens" – 4.56
16. "Threatened" – 4.19

## Hitlister
| Hitliste (2001–2002)              | Højeste placering |
| --------------------------------- | ----------------- |
| Australien (ARIA)                 | 1                 |
| Østrig (Ö3 Austria)               | 2                 |
| Belgien (Ultratop Flanderen)      | 2                 |
| Belgien (Ultratop Vallonien)      | 1                 |
| Canadiske Albummer (Billboard)    | 3                 |
| Danmark (Album Top-40)            | 1                 |
| Holland (Album Top 100)           | 1                 |
| European Albums (Billboard)       | 1                 |
| Finland (Musiikkituottajat)       | 7                 |
| Frankrig (SNEP)                   | 1                 |
| Tyskland (Offizielle Top 100)     | 1                 |
| Irland (IRMA)                     | 3                 |
| Italien (FIMI)                    | 2                 |
| Italian Albums (Musica e Dischi)  | 3                 |
| Japanese Albums (Oricon)          | 5                 |
| Malaysian Albums (RIM)            | 1                 |
| New Zealand (RIANZ)               | 4                 |
| Norge (VG-lista)                  | 1                 |
| Portugal (AFP)                    | 8                 |
| Skotland (OCC)                    |                   |
| Spanish Albums (AFYVE)            | 2                 |
| Sverige (Sverigetopplistan)       | 1                 |
| Schweiz (Schweizer Hitparade)     | 1                 |
| UK Albums (OCC)                   | 1                 |
| US Billboard 200                  | 1                 |
| US R&B/Hip Hop Albums (Billboard) | 1                 |
| Chart (2009)                      | Peak position     |
| Australian Albums Chart           | 43                |
| European Albums Chart             | 64                |
| Italian Albums Chart              | 18                |
| Mexican Albums Chart              | 29                |
| Swiss Albums Chart                | 84                |
| US Catalogue Albums Chart         | 9                 |
| US Digital Albums Chart           | 12                |

| Hitliste (2001)                                   | Placering |
| ------------------------------------------------- | --------- |
| Australian Albums (ARIA)                          | 44        |
| Belgian Albums (Ultratop Flanders)                | 72        |
| Belgian Albums (Ultratop Wallonia)                | 24        |
| Canadian Albums (Nielsen SoundScan)               | 73        |
| Danish Albums (Hitlisten)                         | 37        |
| Dutch Albums (Album Top 100)                      | 37        |
| European Albums (Music & Media)                   | 44        |
| Finnish Albums (Suomen viralinen lista)           | 23        |
| French Albums (SNEP)                              | 14        |
| German Albums (Offizielle Top 100)                | 81        |
| Swedish Albums (Sverigetopplistan)                | 45        |
| Swedish Albums & Compilations (Sverigetopplistan) | 62        |
| Swiss Albums (Schweizer Hitparade)                | 28        |
| UK Albums (OCC)                                   | 62        |
| US Billboard 200                                  | 148       |
| US Top R&B/Hip-Hop Albums (Billboard)             | 79        |

| Hitliste (2002)                       | Placering |
| ------------------------------------- | --------- |
| US Billboard 200                      | 43        |
| US Top R&B/Hip-Hop Albums (Billboard) | 8         |

| Hitliste (2009)                             | Placering |
| ------------------------------------------- | --------- |
| Belgian Midprice Albums (Ultratop Flanders) | 50        |
| Belgian Midprice Albums (Ultratop Wallonia) | 15        |